# جورج مرداک (هنرپیشه)
جورج مورداک (انگلیسی: George Murdock؛ ۲۵ ژوئن ۱۹۳۰ – ۳۰ آوریل ۲۰۱۲) یک بازیگر سینما، و هنرپیشه اهل ایالات متحده آمریکا بود. وی بین سال‌های ۱۹۶۱ تا ۲۰۱۲ میلادی فعالیت می‌کرد.
از فیلم‌ها یا برنامه‌های تلویزیونی که وی در آن نقش داشته است می‌توان به تحلیل نهایی و رئیس‌جمهور آمریکا اشاره کرد.